# Едуардо Докампо
Едуардо Докампо Альдама (ісп. Eduardo Docampo Aldama, нар. 26 травня 1974, Більбао) — іспанський футбольний тренер. Працює на посаді старшого тренера в клубі «Уфа».

## Біографія
Як футболіст грав на позиції опорного півзахисника за аматорські клуби Іспанії.
Тренерську кар'єру розпочав у 2006 році в академії клубу «Атлетік Більбао». У 2012 році став працювати в академії казанського «Рубіна» на посаді тренера-методиста.
У 2015—2017 роках входив до тренерського штабу збірної Білорусії, допомагаючи Олександру Хацкевичу. У 2017 році асистував іспанському тренеру Хоакіну Капарросу в катарському «Аль-Аглі».
У 2018—2019 роках входив до тренерського штабу київського «Динамо», де знову працював разом з Хацкевичем.
Влітку 2019 року повернувся до «Рубіну». Передбачалося, що фахівець стане асистентом Романа Шаронова, проте оскільки у Шаронова не було необхідної ліцензії Pro, а у Докампо вона була, то Докампо формально був призначений головним тренером. Деякий час на початку сезону 2019/20 «Рубін» в своїх матеріалах продовжував називати Шаронова головним тренером, проте після штрафу від РФС тренером став вказуватися Докампо .
У жовтні 2020 увійшов до тренерського штабу «Уфи» .